# Эгнаташвили, Бери
Бери Эгнаташвили (груз.: ბერი ეგნატაშვილი; ум. ок. 1760) — грузинский историк и дворянин (азнаурского достоинства).

## Биография
Он был одним из участников комиссии (Комиссии ученых мужей, учрежденной царем Картли Вахтангом VI), и, возможно главой по написанию продолжения «Картлис Цховреба».
Две надписи (1779 г.), сделанные на рукописи «Новой Картлис Цховреба», свидетельствуют о том, что Эгнаташвили был одним из авторов этих произведений. Кроме того, следы авторства Эгнаташвили можно увидеть и в тексте сочинений. Это мнение оспаривается историком Иване Джавахишвили, который считал «Новую Картлис Цховреба» коллективным трудом, и писал об Эгнаташвили: «Он был бы либо главой и руководителем комиссии, либо секретарем и лицом, описывающим общую работу и исследования».
Предполагается, что Эгнаташвили должен был состоять в тесном родстве с противостоящими лицами царя Картли-Кахетии Ираклия II, которые затем участвовали в заговоре 1765 года против него.